# Георге Міхалі
Георге Міхалі (рум. Gheorghe Mihali, нар. 9 грудня 1965, Борша) — румунський футболіст, що грав на позиції захисника. Відомий за виступами в бухарестському «Динамо», у складі якого став дворазовим чемпіоном Румунії та дворазовим володарем Кубка Румунії, та французькому клубі «Генгам», у складі якого був володарем Кубка Інтертото, а також у складі національної збірної Румунії. По завершенні ігрової кар'єри — тренер. Тривалий час входив до тренерського штабу бухарестського «Динамо», тренував також низку інших румунських та закордонних клубів.

## Клубна кар'єра
Георге Міхалі народився в місті Борша. У дорослому футболі дебютував 1984 року виступами за команду «Олт Скорнічешть», в якій грав до 1989 року, взявши участь у 140 матчах чемпіонату. Протягом 1989—1991 років захищав кольори клубу «Інтер» (Сібіу).
У 1991 році Міхалі отримав запрошення від одного з найсильніших клубів країни цих часів «Динамо» з Бухареста. У складі бухарестської команди швидко став гравцем основного складу, і вже в перший рік виступів у складі «Динамо» став чемпіоном Румунії. У складі «Динамо» грав до 1995 року, провівши 122 матчі чемпіонату країни.
У 1995 році Георге Міхалі перейшов до французького клубу «Генгам». У складі французької команди в 1996 році став володарем Кубка Інтертото, а в 1997 році став у складі команди фіналістом Кубка Франції.
1998 року Міхалі повернувся до бухарестського «Динамо», в якому грав до 2001 року. У складі команди здобув ще один титул чемпіона країни, та двічі ставав володарем Кубка Румунії. У 2001 році завершив ввиступи на футбольних полях.

## Виступи за збірну
У 1991 році Георге Міхалі дебютував у складі національної збірної Румунії. У складі збірної був учасником чемпіонату світу 1994 року у США, та чемпіонату Європи 1996 року в Англії, після якого до команди не залучався. Загалом протягом кар'єри в національній команді провів у її формі 31 матч, у яких забитими м'ячами не відзначився.

## Кар'єра тренера
Розпочав тренерську кар'єру в 2005 році, увійшовши до тренерського штабу клубу «ЧФР Клуж», де пропрацював з 2005 по 2006 рік. У 2006—2007 роках входив до тренерського штабу клубу «Арджеш», а в 2007—2008 роках очолював клуб «Фокшани». 2008 року став головним тренером команди «Університатя» (Клуж-Напока), тренував команду з міста Клуж-Напока до 2009 року.
У 2009 році виїхав за кордон, де в 2009—2011 роках спочатку входив до тренерського штабу саудівського клубу «Аль-Іттіфак», а пізніше працював у еміратському клубі «Дубай».
У 2012 році Міхалі повернувся на батьківщину, та увійшов до тренерського штабу свого колишнього клубу «Динамо» (Бухарест), у якому працював до 2015 року. У 2016 році знову виїхав за кордон, де до 2017 року входив до тренерського штабу іракського клубу «Аль-Мінаа». У 2017 році повернувся на батьківщину, де увійшов до тренерського штабу клубу УТА. У кінці цього ж року Георге Міхалі очолював тренерський штаб клубу «Міовень». У 2019 році Міхалі очолював клуби «Балотешти» і «Мусцелул». У 2022 році колишній футболіст спочатку очолив юнацьку команду бухарестського «Динамо», а пізніше став головним тренером клубу «Дунеря» (Келераші).

## Титули і досягнення
- Чемпіон Румунії (2):

«Динамо» (Бухарест): 1991–1992, 1999–2000
- Володар Кубка Румунії (2):

«Динамо» (Бухарест): 1999–2000, 2000–2001
- Володар Кубка Інтертото (1):

«Генгам»: 1996